# Jacques-Bénigne Bossuet
Jacques-Bénigne Bossuet (fr: [ʒak beˈniɲ boˈsyɛ], ur. 27 września 1627 w Dijon, zm. 12 kwietnia 1704 w Paryżu) – francuski duchowny katolicki, biskup, teolog, wychowawca i nadworny kaznodzieja Ludwika XIV, a także wpływowy myśliciel polityczny, według którego najlepszym i najbardziej naturalnym ustrojem miała być monarchia absolutna; członek Akademii Francuskiej.
Bossuet był wpływową osobistością na dworze Ludwika XIV – nie tylko dzięki bliskim stosunkom z monarchą, ale również jego metresami: pierwszą Athénaïs, markizą Montespan, przeciw której intrygował kilka lat później i drugą Françoise, markizą Maintenon, przyszłą żoną króla. W latach siedemdziesiątych XVII wieku Bossuet prowadził ożywioną korespondencję z Leibnizem, który snuł plany pojednania chrześcijan. Jej efektem była jednak tylko pewna liczba nawróceń wśród hugenotów; różnice w świecie chrześcijańskim i bezkompromisowość zajmowanych stanowisk była zbyt wielka, by plany filozofa mogły się ziścić.
Bossuet był jednym z pierwszych teologów, którzy użyli argumentów religijnych dla uzasadnienia monarchii absolutnej – ponieważ władza pochodzi od Boga, król obdarzony jest boskością i każdy katolik powinien mu się podporządkować. Jest autorem pierwszej historii powszechnej w katolickim ujęciu: Discours sur l'histoire universelle, którą po raz pierwszy wydano w Paryżu w 1681 r. Powstało ono z myślą o delfinie, synu Ludwika XIV, dla wyrobienia w nim myśli politycznej i historycznej. Na język polski zostało przetłumaczone przez Z. Linowskiego w 1772 r. pt. Uwagi nad historią powszechną. Uznawał opatrzność Bożą za zwornik zasadniczo odrębnych dziejów świeckich i historii świętej. Historia Święta, to uniżenie Chrystusa i cierpienie Kościoła – jest ona najlepiej widoczna w perspektywie Krzyża. Bossuet próbuje również ukazać, że w wymiarze świeckim od czasów Karola Wielkiego Francja przejęła dziedzictwo Imperium Rzymskiego.
Bossuet był znany jako wybitny mówca. Mawiano, że nie ma we Francji wybitnej osobistości, nad której grobem nie wygłosiłby Bossuet płomiennej mowy.

## Życiorys

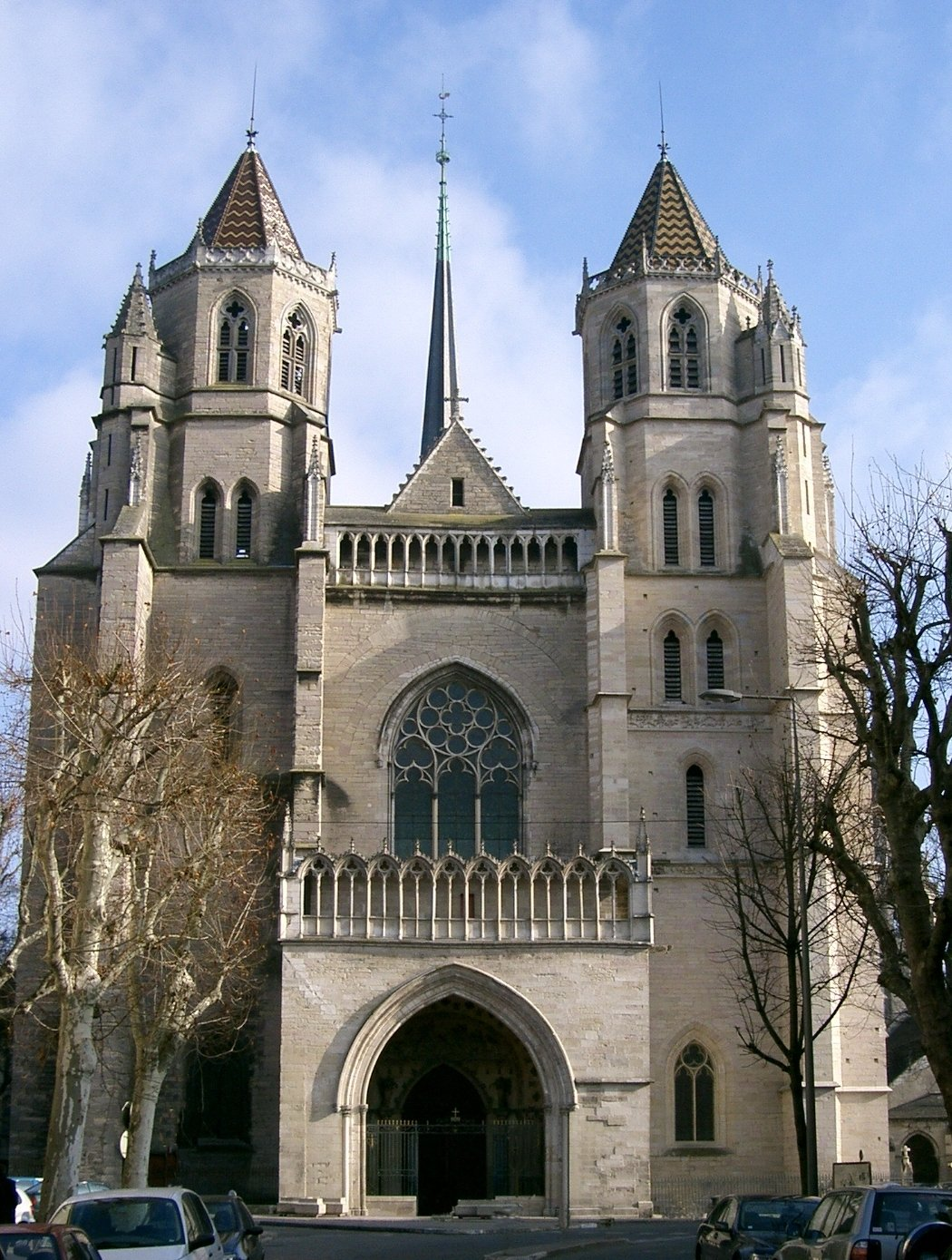
Katedra św. Benigna w Dijon

Bossuet urodził się w Dijon w rodzinie bogatych burgundzkich prawników o długiej tradycji w tym zawodzie zarówno w linii męskiej jak i w żeńskiej. Był piątym synem Beneigne Bossueta, sędziego parlamentu okręgowego w Dijon i Madeleine Mouchet. Rodzice zdecydowali o wyborze dlań kariery kościelnej. W wieku lat 8 przyjął tonsurę.
Rodzice wysłali go do szkoły Collège des Godrans, którą w Dijon prowadzili jezuici. Gdy ojciec rozpoczął pracę w parlamencie w Metzu, Bossuet pozostawał w Dijon pod opieką wuja Claude’a Bossueta d'Aiseray, cenionego uczonego. W Collège des Godrans szybko wyrobił sobie opinię pracowitego: Bos suetus aratro „wołu zaprzężonego do pługa”. jak nazywali go koledzy. Ojciec załatwił mu posadę kanonika w katedrze w Metzu, gdy Bossuet miał 13 lat.

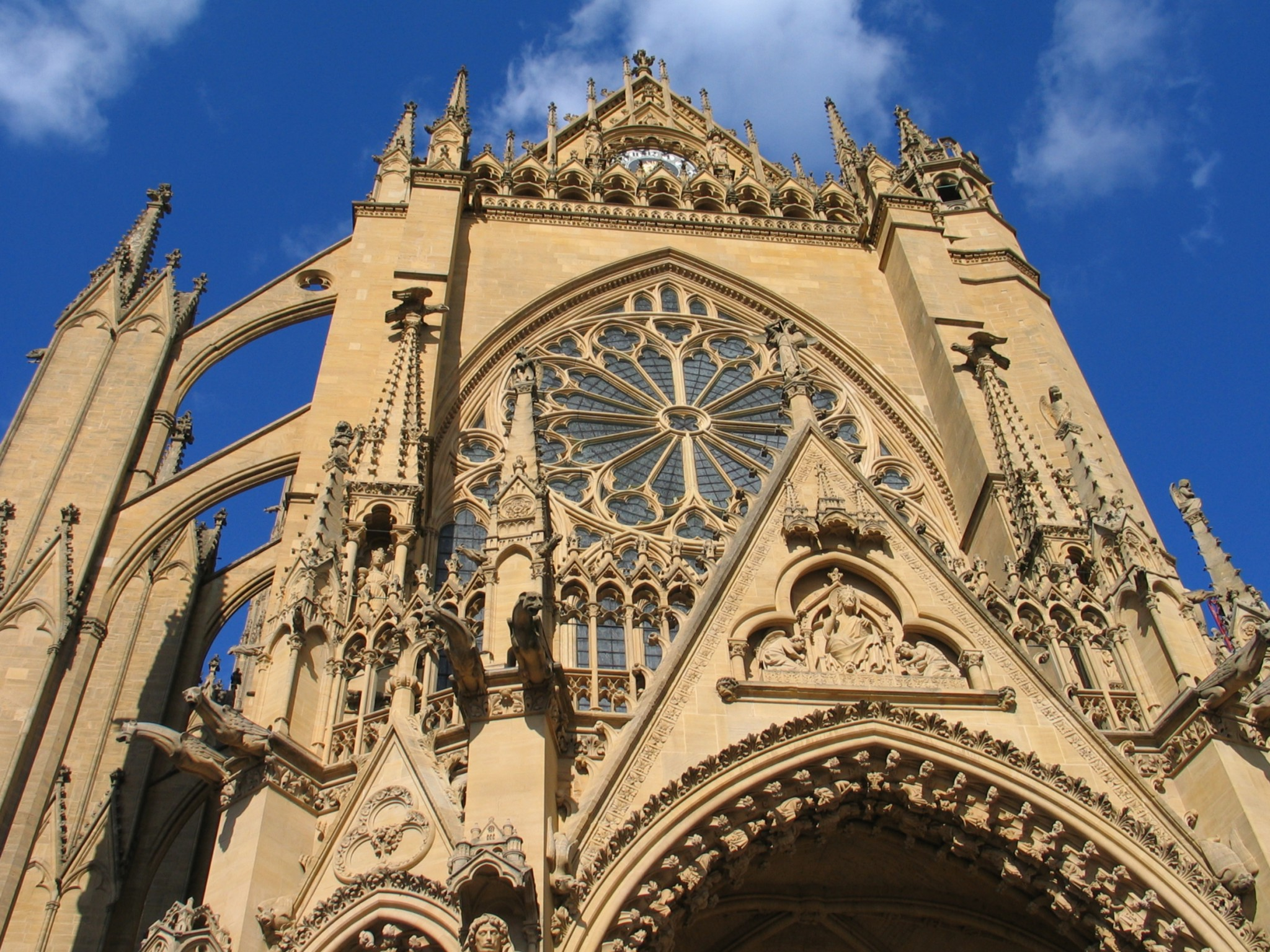
Katedra św. Szczepana w Metzu

W roku 1642, Bossuet dostał się do Collège de Navarre w Paryżu by dokończyć edukację. Nauczycielem był tam Nicolas Cornet, teolog, który w 1649 doniósł na jansenistę Antoine Arnaulda przed władzami Sorbony.
Gdy przybył Bossuet, obaj Cornet i Arnaud byli jeszcze w dobrych stosunkach. W roku 1643, Arnaud polecił Bossueta w Hôtel de Rambouillet, swego rodzaju klubie myśli arystokratycznej i domu molierowskich les Précieuses („pociesznych wykwintnisiów”). Bossuet wygłosił tam (w wieku 16 lat) pierwszą mowę, o której Vincent Voiture powie: „nigdy nie słyszałem oracji tak bardzo zachowującej umiar; ani za szybkiej ani za wolnej”.

### 1648–1650
Bossuet zyskał tytuł magisterski w 1643. Swą teologiczną tezę magisterską Tentativa przedstawił 25 stycznia 1648 roku w obecności księcia Kondeusza. Jeszcze w 1648, został subdiakonem w Metzu, w 1649 diakonem. Jego kolejna praca Sorbonica ujrzała światło dzienne 9 listopada 1650. W oczekiwaniu na święcenia kapłańskie spędził dwa lata (1650-52) na naukach Św. Wincentego de Paul.

### Ksiądz w Metzu, 1652–1657
W styczniu 1652, Bossuet został archidiakonem Sarrebourg. 18 marca 1652 został wyświęcony na księdza.
Następne 7 lat spędził w Metzu, teraz już jako archidiakon. W połowie Metz był miastem protestanckim. Pierwszy druk pism Bossueta był potępieniem tez hugenockiego pastora Paula Ferry (1655). W czasie pobytu w Metzu wielokrotnie angażował się w dyskusje z hugenotami i czasem też z Żydami. Jego marzeniem stało się przekonanie protestantów do powrotu na łono Kościoła Rzymskiego. W roku 1657 w Metzu Bossuet wygłosił kazanie przed Anną Austriaczką.

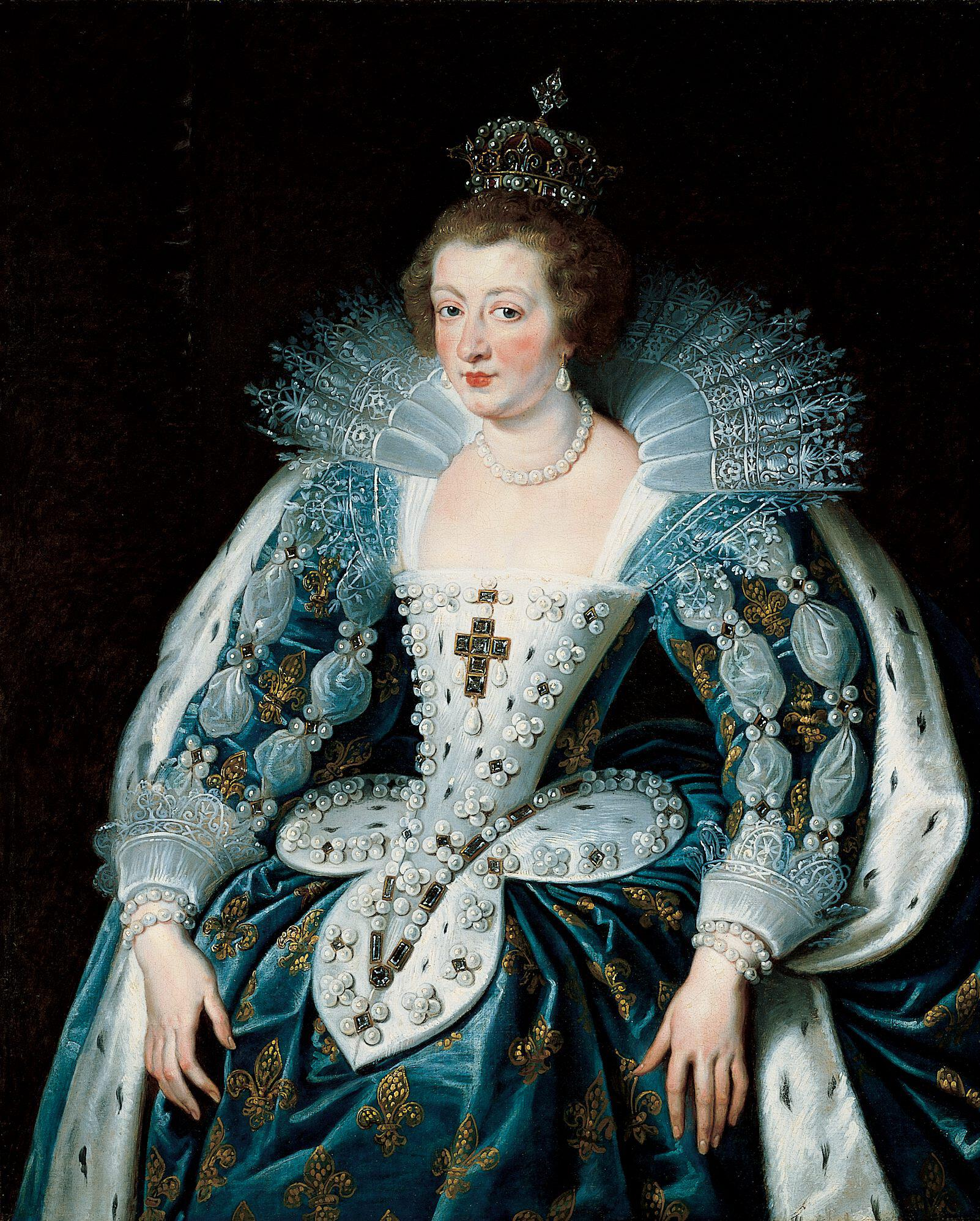
Anna Austriaczka, na której wystąpienie Bossueta w 1657 roku zrobiło duże wrażenie

### 1657–1669
W 1657 Św, Wincenty de Paul przekonał Bossueta do przeprowadzki do Paryża i poświęceniu się wyłącznie kazaniom. W stolicy Bossuet szybko zyskał poważanie dworu. Od 1660 regularnie wygłaszał kazania w kaplicy królewskiej. W roku 1662 wygłosił kazanie „O obowiązkach Królów” w Luwrze.

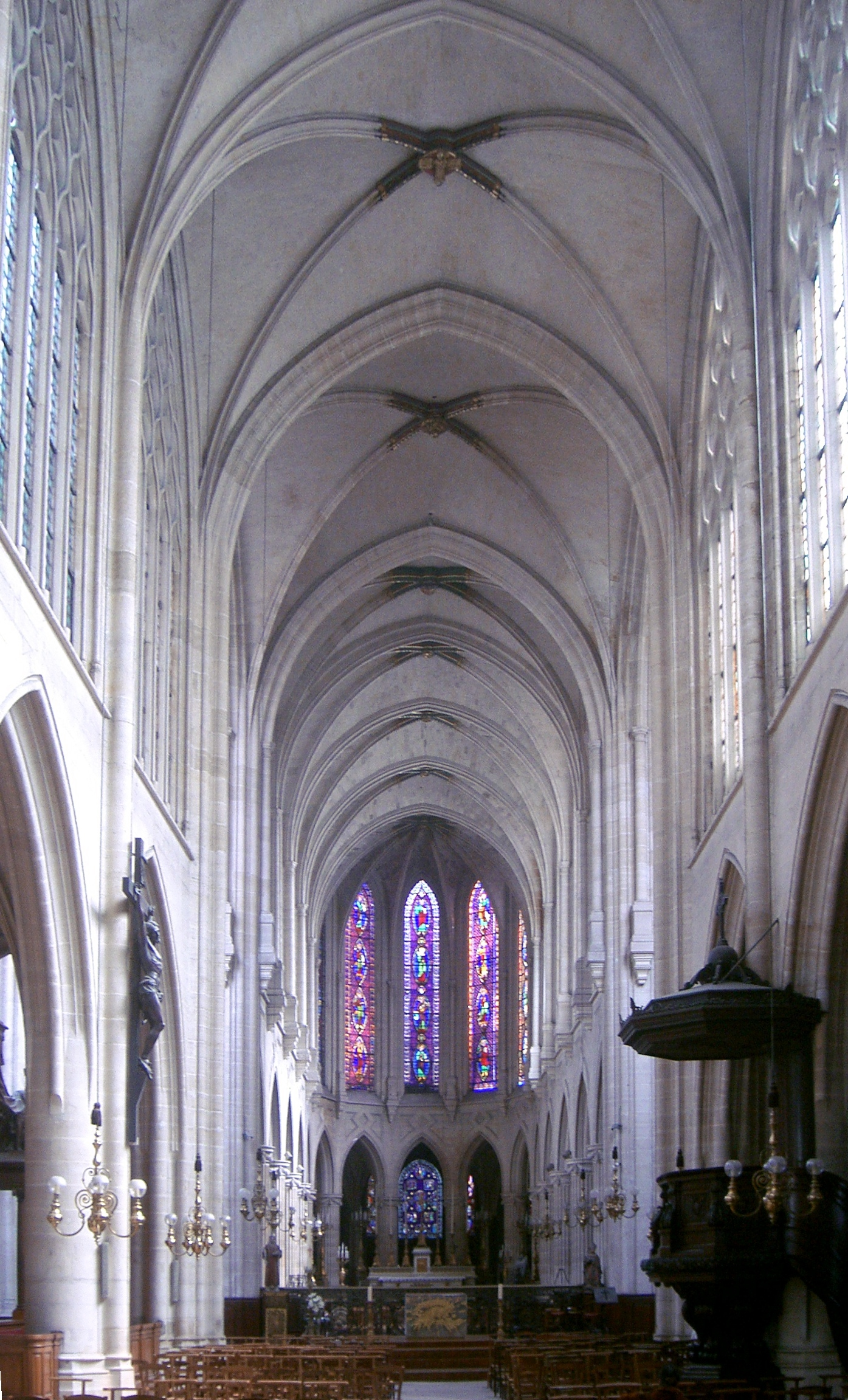
Wnętrze kościoła Saint-Germain-l’Auxerrois, gdzie Bossuet często wygłaszał kazania w obecności Ludwika XIV

Bosseut nie chciał być kolejnym płytkim a modnym i eleganckim mówcą. Nie malował satyrycznych rysunków, jak jego rywal Bourdaloue. Nigdy nie spisywał swych wystąpień w całości, ale też nie mówił całkowicie z pamięci. Dlatego markiza de Sévigné przewidziała rychły sukces Bossueta, gdy upadł Bourdaloue w 1669; chociaż François Fénelon i Jean de La Bruyère. Bossuet miał jednak niewątpliwy talent; miał bogate słownictwo, erudycję, silny głos i umiejętność ujęcia swego rozdrażnienia w spójne tezy. Co zwłaszcza widoczne było w jego Oraisons funèbres ('"Oracje pogrzebowe”).
137 z kazań Bossueta pochodzi z lat 1659 do 1669 are extant. Po roku 1669 występował na ambonie tylko przy ceremoniach państwowych.

### Opiekun Delfina Francji 1670–1681
W roku 1669 otrzymał tytuł biskupa w gaskońskiej diecezji, lecz nie musiał tam bywać. Konsekrowano go 21 listopada 1670, z godności biskupa zrezygnował, gdy w 1671 przyjęła go Akademia Francuska.

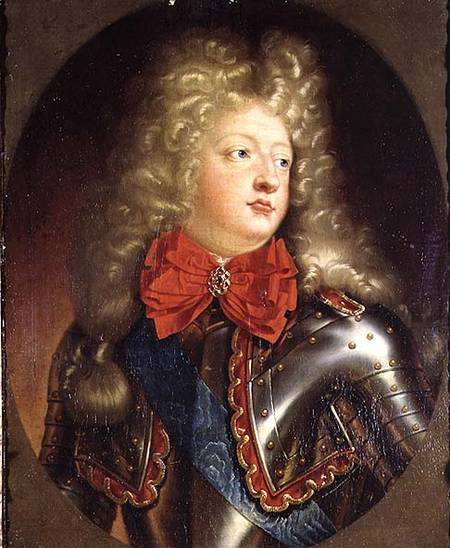
Wielki Delfin, syn Ludwika XIV. Bossuet był jego nauczycielem w latach 1670-81.

13 września 1670 Bossuet został wychowawcą Wielkiego Delfina, lecz nie mógł sobie poradzić z kapryśnym niesubordynowanym młodzieńcem.
Z tego okresu pochodzą następujące prace Bossueta: Traité de la connaissance de Dieu et de soi-même (1677), Discours sur l'histoire universelle (1679, opublikowany w 1682), Politique tirée de l'Ecriture Sainte (1679, publikacja w 1709). Wszystkie te trzy prace uzupełniają się wzajemnie. Traité to szkic natury Boga i człowieka. Discours historia wpływu Boga na historię człowieka. Politique to swego rodzaju kodeks praw i obowiązków wynikających ze stosunków Boga z ludźmi. Bossuet wynajdywał podobieństwa między władzą Ludwika XIV a tą Salomona – króla Izraela.
Według Bossueta, filozofia wykazała, że Bóg istnieje i nieustannie wpływa na dzieje ludzkie. Wpływ ten jest jednak zwykle pośredni. Rewolty są grzechem. Tacy jak Oliver Cromwell są katami moralności. Bossuet w swych Discours sur l'histoire universelle rozwijał teorię, że ponieważ Francja osiągnęła splendor porównywalny ze splendorem antycznego Rzymu, to mogłaby teraz starać się uczynić go wiecznie trwającym.

### BiskupMeaux, 1681–1704
W 1681 roku Bossuet został biskupem Meaux; lecz zanim tam pojechał, został wciągnięty w spór między Ludwikiem XIV a papieżem Innocentym XI. Bossuet nie chciał poprzeć papieża, bo wówczas poparłby Jezuitów, których kazuistyka nie przypadała mu do gustu. Nie chciał też zrywać z Watykanem poprzez poparcie króla, coraz bardziej przejawiającego chęci upokorzenia kościoła wobec potęgi państwa. Od 1682 roku Bossuet pracował nad kompromisem, w postaci swej pracy: Defensio Cleri Gallicani. Większość czasu spędzał w tych latach w Meaux w swojej diecezji.

### Spór z protestantami
W roku 1668 Bossuet nawrócił Turenne'a. W 1670 opublikował Exposition de la foi catholique (Przedstawienie wiary katolickiej), a w 1688 Histoire des variations des Églises protestantes (Dzieje zmian Kościoła protestanckiego), w której przekonywał, że bez hierarchii i organizacji Kościół zaniknie. Od 1691 do 1701 Bossuet korespondował z Leibnitzem by przekonać go do ponownego zjednoczenia protestantów z Rzymem. Leibniz uznał, że doktryna katolicka może zostać przyjęta przez nich, lecz uważał, że niemożliwe jest by religia w ogóle się nie zmieniała.
Protestanci paryscy i ksiądz Oratorium Paryskiego Richard Simon dowodzili, że Kościół Rzymski sam zmieniał doktrynę, czego dowodem miało być to, że Święty Augustyn zniszczył pierwotną koncepcję łaski. Bossuert bronił Augustyna w swej: Defense de la tradition (Obrona tradycji).

### Spór z Fénelonem

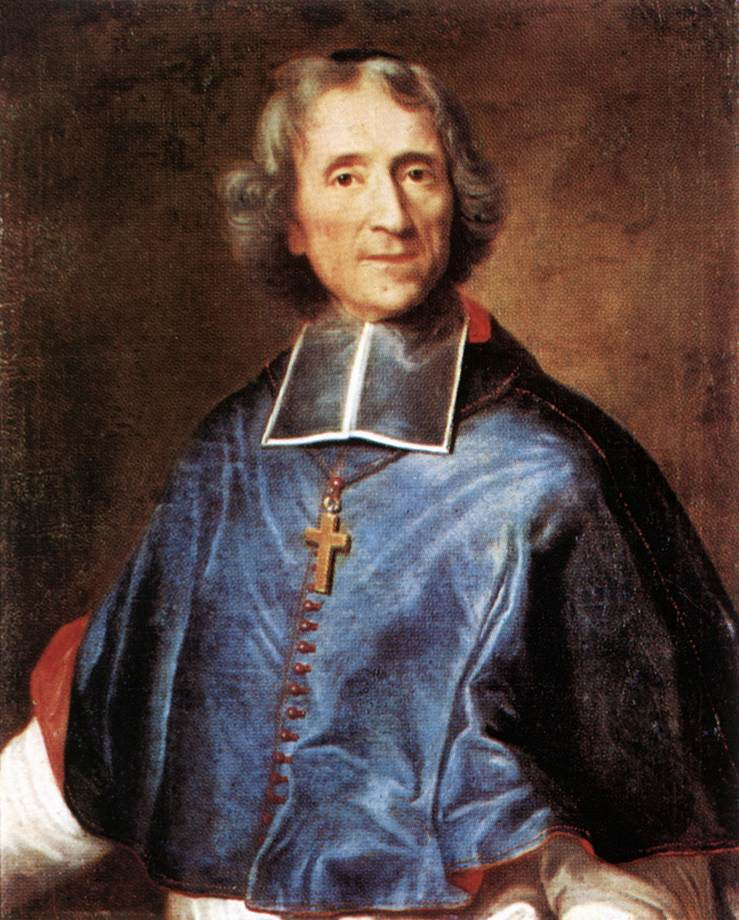
Fénelon, oponent Bossueta

W latach 1697–99 Bossuet toczył spór z Fénelonem na temat miłości boskiej. Fénelon, 24 lata młodszy, był jego dawnym uczniem i wychowawcą Ludwika Burbona, księcia Burgundii, syna Wielkiego Delfina.
Madame Guyon wygłaszała wówczas opinie bliskie kwietyzmowi Miguel de Molinos'a, potępionego przez papieża w 1687. Markiza de Maintenon zaczęła dlatego sprawdzać czystość wiary Madame Guyon i zwołała trzyosobową komisję, w której zasiadł Bossuet. Komisja spisała 34 artykuły znane jako Artykuły z Issy (Articles d'Issy), które zawierały potępienie poglądów religijnych. Natomiast Fénelon był pod urokiem jej wizji religii.

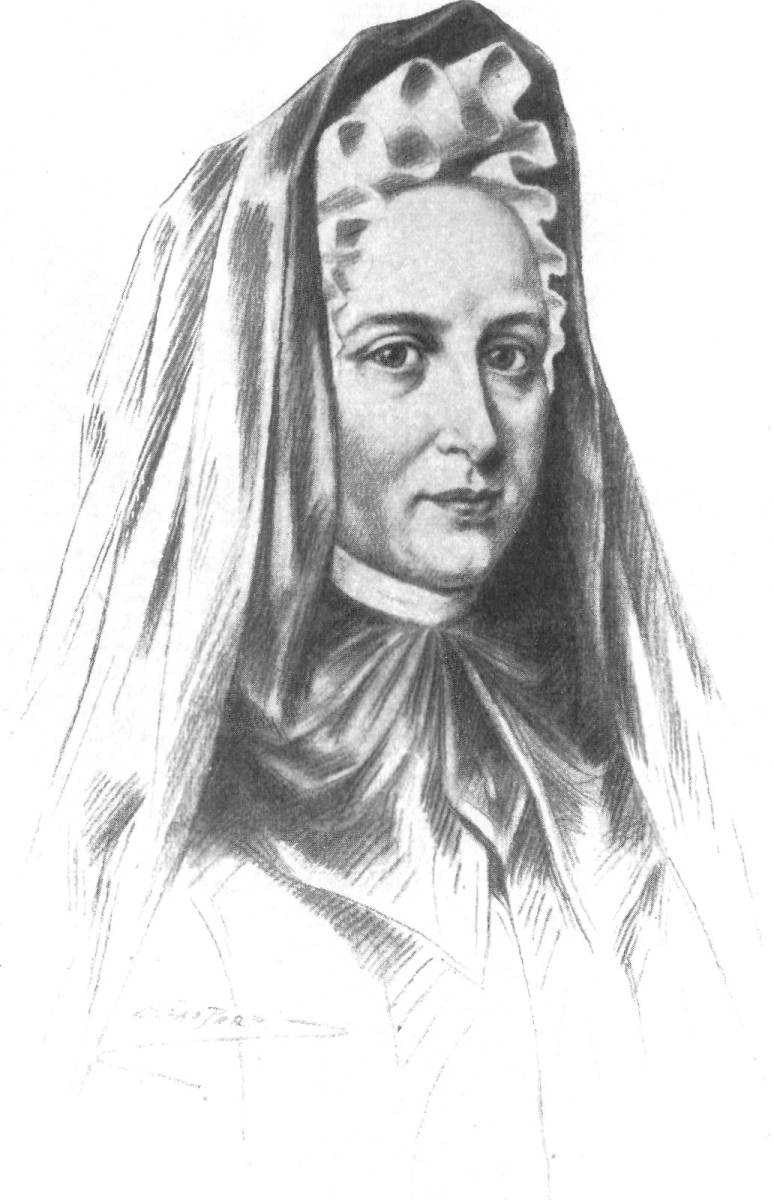
Mme Guyon

Bossuet wyjaśnił treść artykułów dokładniej w swych: Instructions sur les états d’oraison. Fénelon odmówił podpisania się pod tym i opublikował swoje rozumienie artykułów w Explication des Maximes des Saints, w których m.in. twierdził, że chrześcijanin nie powinien żyć w strachu przed karami Boga. Ludwik XIV wyrzucał Bossuetowi, iż nie ostrzegł go przed Fenelonem, gdy zostawał on nauczycielem Delfina.
Bossuet i Fénelon krytykowali się wzajem w latach 1697–1699 w licznych pamfletach. Za czasów pontyfikatu papieża Innocentego XII inkwizycja potępiła Maximes des Saints Fenelona 12 marca 1699.

### Śmierć
Aż do wieku lat 70 Bossuet ponoć w ogóle nie chorował, lecz w 1702 zaatakowała go kamica. W 1704 był już inwalidą. Zmarł 12 kwietnia 1704. Na pogrzebie Bossueta wygłosił kazanie słynny jezuita Charles de la Rue.

## Pisma Bossueta

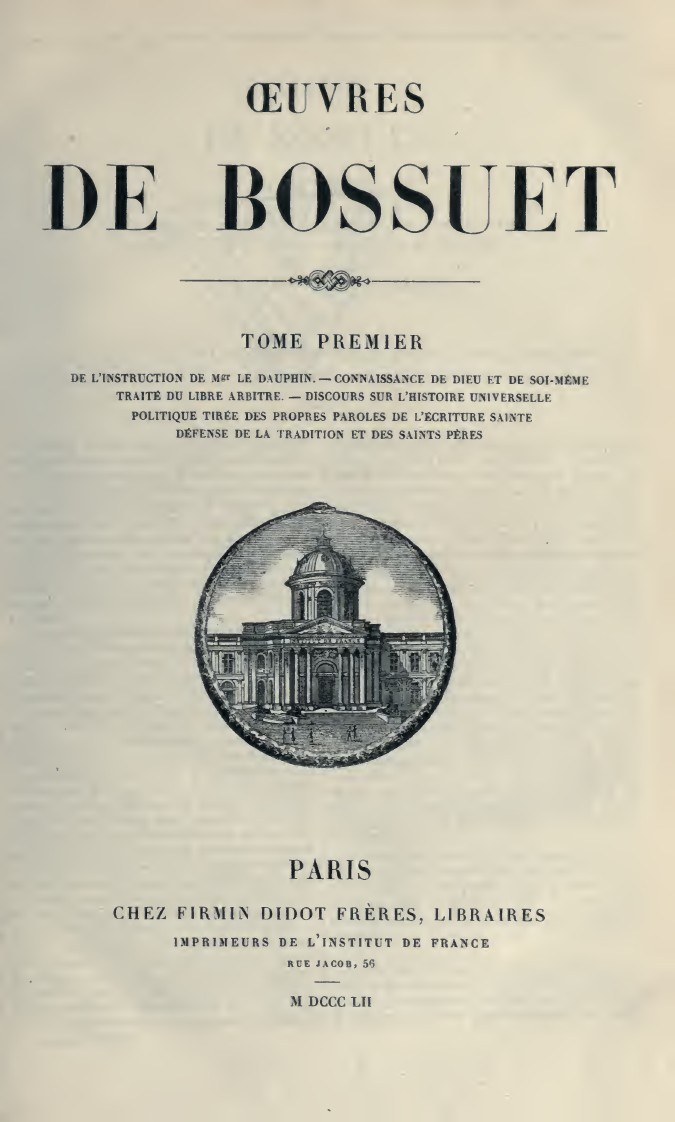
Oeuvres, 1852

- Méditation sur la brièveté de la vie (1648)
- Réfutation du catéchisme de Paul Ferry (1655)
- Oraison funèbre de Yolande de Monterby (1656)
- Oracion funebre e Valeria Slazar (2007)
- Panégyrique de saint Paul (1659)
- Oraison funèbre de Nicolas Cornet (1663)
- Oraison funèbre d'Anne d'Autriche (1667)
- Oraison funèbre d'Henriette de France (1669)
- Oraison funèbre d'Henriette d’Angleterre (1670)
- Exposition de la foi catholique (1671)
- Sermon pour la Profession de Mlle de La Vallière (1675)
- Traité de la connaissance de Dieu et de soi-même (1677)
- Traité du libre arbitre (1677)
- Logique (1677 – published only later)
- Conférence avec le pasteur Claude (1678 – published 1682)
- Discours sur l'histoire universelle (1679)
- Politique tirée de l'Écriture sainte (tytuł angielski: Politics Drawn from the Very Words of Holy Scripture) (1679 – publikowane w 1709)
- Sermon sur l'unité de l'Église (1682)
- Oraison funèbre de Marie-Thérèse (1683)
- Oraison funèbre d' Anne de Gonzague, princesse Palatine (1685)
- Oraison funèbre de Michel Le Tellier (1686)
- Oraison funèbre de Mme du Blé d'Uxelles (1686)
- Oraison funèbre du prince de Condé (1687)
- Catéchisme du diocèse de Meaux (1687)
- Histoire des variations des Églises protestantes (1688)
- Explication de l'Apocalypse (1689)
- Avertissements aux protestants (I, II, III) (1689)
- Avertissements aux protestants (IV, V, VI) (1690-91)
- Défense de l'<<Histoire des variations>> (1690-91)
- Correspondance avec Leibniz (1691-93)
- Défense de la Tradition et des Saints Pères (1691-93)
- Traité de la concupiscence (1691-93)
- Lettre au P. Caffaro (1694-95)
- Maximes et réflexions sur la comédie (1694-95)
- Méditation sur l'Evangile (1694-95)
- Élévations sur les mystères (1694-95)
- Instructions sur les états d’oraison (replying to Fénelon) (1697)
- Relation sur le quiétisme (1698)
- Instructions pastorales pour les protestants (manual for Protestant converts to Catholicism) (1701)

### Edycje późniejsze dzieł Bossueta
- Ouvres oratoires de Bossuet, ed. Abbé Lebarq, (Paris, 1890 1896) 6 volumes.
- Lachat 31 tomów Dzieł wszystkich. (Paris, 1862-1864).